# Wintershall
Wintershall era un'azienda tedesca fondata nel 1894 con sede a Kassel, in Germania, specializzata nella estrazione e produzione di petrolio e di gas naturale. Era una consociata interamente controllata dalla BASF.
Wintershall aveva impianti in Europa, Nord Africa, Sud America, Russia e Medio Oriente.
Wintershall nel 2018 impiegava circa 2.000 lavoratori in tutto il mondo. Nel 2015 l'azienda ha prodotto circa 153 milioni di barili di petrolio con un utile di 12,99 miliardi di euro.
Nel maggio 2019 avviene la fusione con DEA AG, con la nascita di Wintershall Dea.